# Hylebates
Hylebates es un género de plantas herbáceas perteneciente a la familia de las poáceas. Es originario del centro de África. Comprende 2 especies descritas y aceptadas.

## Taxonomía
El género fue descrito por Lucy Katherine Armitage Chippindall y publicado en Journal of South African Botany 11: 127. 1945.
Etimología
El nombre del género deriva de las palabras griegas hygros (húmedo) y chloé (hierba), refiriéndose a su hábitat.

## Especies aceptadas
A continuación se brinda un listado de las especies del género Hylebates aceptadas hasta abril de 2014, ordenadas alfabéticamente. Para cada una se indica el nombre binomial seguido del autor, abreviado según las convenciones y usos.
- Hylebates chlorochloe
- Hylebates cordatus